# Harvester of Sorrow
«Harvester of Sorrow» és el cinquè senzill de la banda estatunidenca Metallica, el primer del seu quart àlbum d'estudi, ...And Justice for All, i el van llançar el 28 d'agost de 1988. Pren el títol de l'obra realitzada pel compositor rus Serguei Rakhmàninov.
Hi ha diversos teories sobre les lletres de la cançó però James Hetfield no n'ha confirmat cap, per una banda parlar sobre l'avortament i l'esclavitud, i l'altra que tracta els sentiments que tenia Hetfield per l'alcoholisme que patia el seu pare.
El senzill conté dues cançons cares-B que es tracten de dues versions cover: «Breadfan», original de Budgie, i «The Prince», que pertany a Diamond Head. Durant el procés de masterització es va produir un error, ja que al final de «Breadfan» se sent una veu distorcionada que realment havia de ser la introducció de «The Prince», però el tall entre ambdues cançons es va realitzar en el lloc equivocat. Tanmateix, quan van editar novament les cançons per la compilació Garage Inc. (1998) van decidir no corregir l'error.
Van estrenar la cançó poques setmanes abans durant la gira "Monsters of Rock", que van realitzar junt a Van Halen, Scorpions, Dokken i Kingdom Come.